# سیارک ۵۸۶۰۰
سیارک ۵۸۶۰۰ (به انگلیسی: 58600 Iwamuroonsen، نامگذاری:1997TC17) پنجاه و هشت هزار و ششصدمین سیارک کشف شده‌است که در ۵ اکتبر ۱۹۹۷ کشف شد.